# Eulophia obstipa
Eulophia obstipa är en orkidéart som beskrevs av Phillip James Cribb och La Croix. Eulophia obstipa ingår i släktet Eulophia och familjen orkidéer. Inga underarter finns listade i Catalogue of Life.